# Saint-Cézaire-sur-Siagne
Saint-Cézaire-sur-Siagne ist eine französische Gemeinde mit 3.971 Einwohnern (Stand: 1. Januar 2022) im Département Alpes-Maritimes in der Region Provence-Alpes-Côte d’Azur. Sie gehört zum Kanton Grasse-1 im Arrondissement Grasse.

## Geografie
Die Gemeindegemarkung wird auf der westlichen Seite vom Fluss Siagne abgegrenzt. Dieser bildet auch die Grenze zwischen den Départements Alpes-Maritimes und Var. Die Gemeinde liegt im Regionalen Naturpark Préalpes d’Azur. Die angrenzenden Gemeinden sind Escragnolles und Saint-Vallier-de-Thiey im Norden, Spéracèdes und Le Tignet im Osten, Montauroux und Callian im Süden sowie Mons im Westen.

## Bevölkerungsentwicklung
| 1962 | 1968 | 1975 | 1982 | 1990 | 1999 | 2006 | 2017 |
| ---- | ---- | ---- | ---- | ---- | ---- | ---- | ---- |
| 715  | 809  | 1046 | 1578 | 2182 | 2840 | 3420 | 3908 |

## Sehenswürdigkeiten
Siehe auch: Liste der Monuments historiques in Saint-Cézaire-sur-Siagne

### Dolmen
Um den Ort werden 15 Tumuli, sechs Pseudodolmen und zehn Dolmen aufgeführt, darunter der Dolmen de l’Aspe (Les Bernards), der Dolmen de la Graou, die beiden Dolmen von Colbas, der Dolmen du Prignon, der Dolmen von Lou Serre Dinguille, Dolmen de Mauvans Sud und der Dolmen des Puades.

Dolmen de la Graou
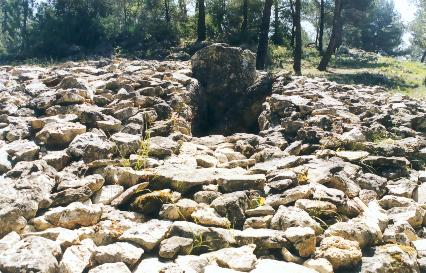
Dolmen von Colbas
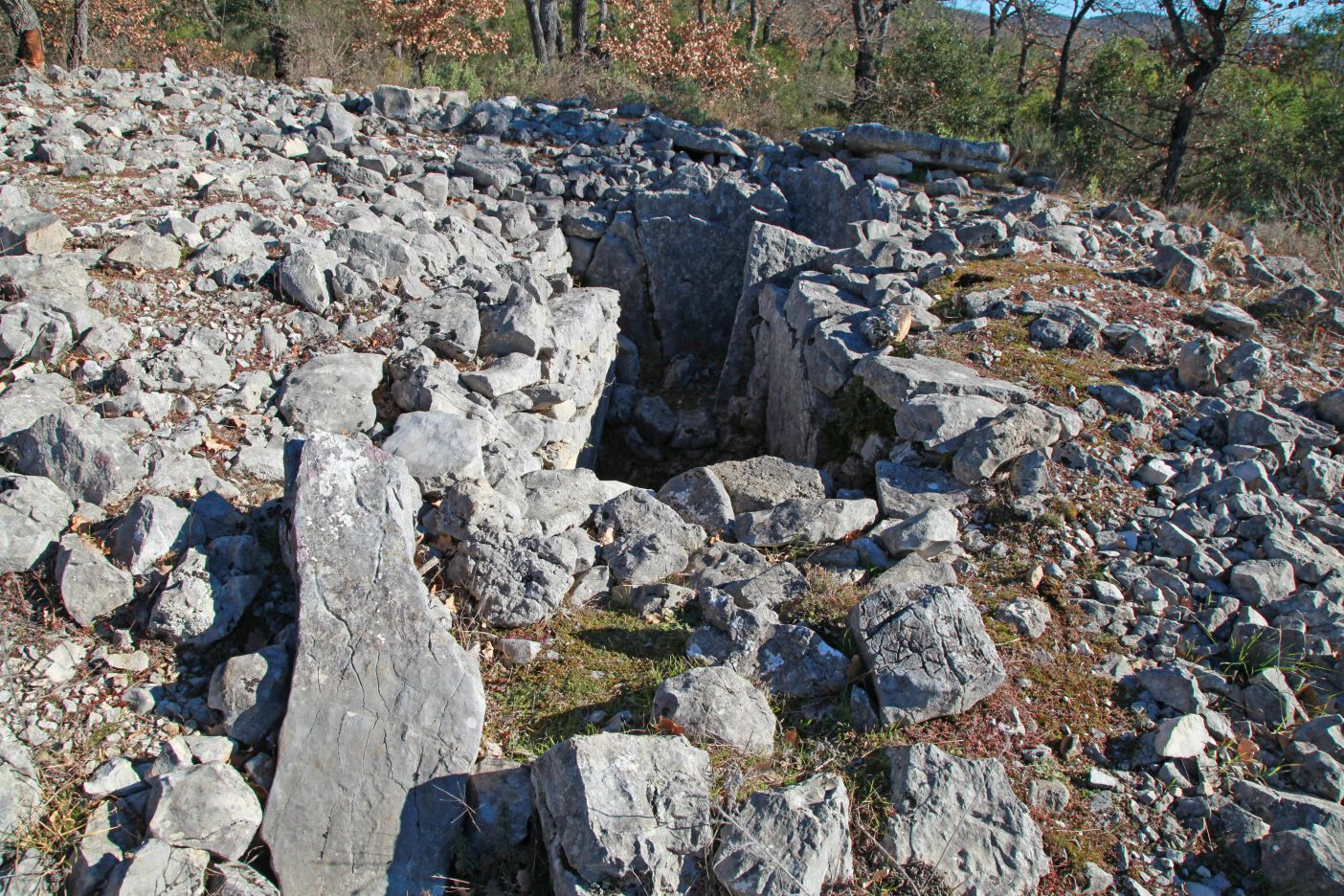
Dolmen von Mauvans sud
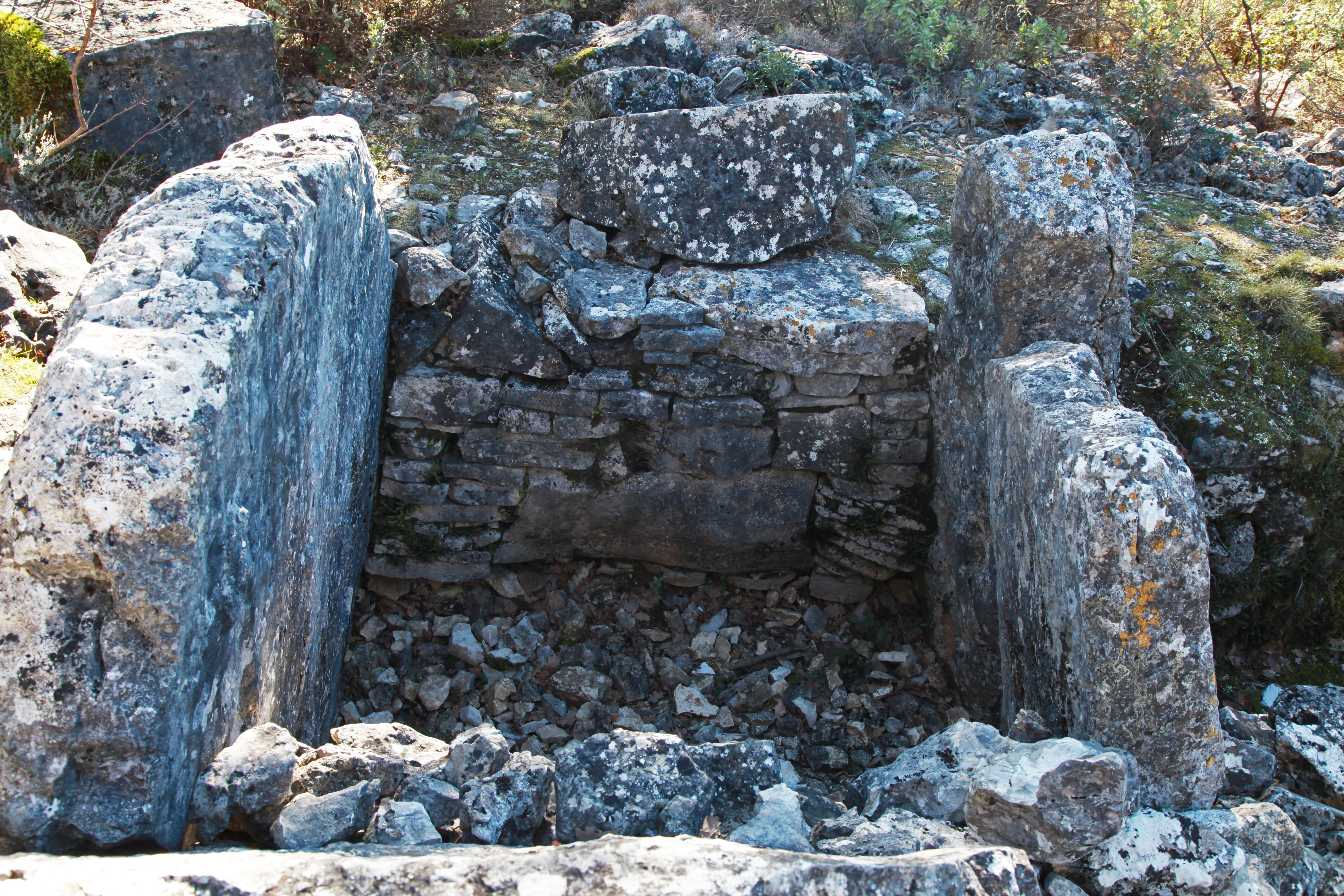
Dolmen des Puades